# Anthela intermedia
Anthela intermedia is een vlinder uit de familie van de Anthelidae. De wetenschappelijke naam van de soort is voor het eerst geldig gepubliceerd in 1924 door Gustaaf Hulstaert.